# طایفه سید ناصرالدین
1. ↑  «گفته لغت نامه دهخدا از طایفه سید ناصرالدین». لام تا کام.
2. ↑  «منابع از گفته دهخدا در لغت نامه دهخدا از طایفه سید ناصرالدین». واژه یاب.
3. ↑  «نام طایفه سید ناصرالدین در تقسیم‌بندی ایل کردلی». ویکی‌پدیا.
4. ↑  مجموعه طوایف جایروند: به دو دسته اصلی و همجرش تقسیم می‌شوند. طوایف رضا، مفروند، احمد جشنی، گاکله، شهریاروند و مرالوند از طوایف اصلی جایروند هستند و طوایف بالوی، پیرانی، هیوری، ایسیوند، دشتی، نوکرپیر، گرکی، کولیوند چمکبود، گلال‌زیری و مال ملائی از طوایف همجرش جایروند هستند. همچنین طایفه سادات ابراهیم قتال و طایفه سادات سیدابراهیم، وابسته به مجموعه طوایف جایروند هستند. مجموعه طوایف مه‌میه‌وند: شامل طوایف قطبین، برامسین، گوران، جانقلی، پاپی، گلگلی، نوروژوند و کاکلی می‌شود همچنین طایفه سادات سیدفخرالدین و طایفه سیدناصرالدین از طوایف وابسته به مجموعه طوایف مه‌میه‌وند هستند. طوایف وابسته:طوایف سادات سیدفخرالدین، سادات سیدناصرالدین، سادات ابراهیم قتال، سادات سیدابراهیم، سادات سیدصالح‌الدین، کولیوند و شیخ جابری وابسته به ایل کرد هستند. کاراکتر line feed character در |عنوان= در موقعیت 370 (کمک)
5. ↑  طوایف وابسته:طوایف سادات سیدفخرالدین، سادات سیدناصرالدین، سادات ابراهیم قتال، سادات سیدابراهیم، سادات سیدصالح‌الدین، کولیوند و شیخ جابری وابسته به ایل کرد هستند.